# Agrostis epigeios
Agrostis epigeios é uma espécie de gramínea do gênero Agrostis, pertencente à família Poaceae.